# Thomas Muir (mathématicien)
Sir Thomas Muir, né le 25 août 1844 à Stonebyres dans le South Lanarkshire et mort le 21 mars 1934 à Rondebosch en Afrique du Sud, est un  mathématicien d'origine écossaise. On se souvient de lui aujourd'hui comme de l'un des premiers historiens de la théorie des déterminants, dont il était d'ailleurs un bon spécialiste.

## Biographie
Fils de Georges Muir, un cordonnier de Stonebyres, Thomas Muir passa son enfance dans la petite ville de Biggar en Écosse, puis à Wishaw, où il marque sa prédilection pour le grec ancien. Par la suite, Muir se rend  à l'université de Glasgow où, sur les conseils de Lord Kelvin, il se dirige vers les mathématiques. Après un voyage sur le continent, à Berlin notamment, et une première publication en 1871 pour la Royal Society of Edinburgh, il est nommé à l'université de St Andrews, puis à  l'université de Glasgow, où il enseigne huit ans à partir de 1874. Muir publie en 1882 un premier Traité sur la théorie des déterminants, puis en 1890 une Histoire des déterminants.
Il part en Afrique du Sud, en 1892, diriger l'université du Cap sur l'insistance de Cecil Rhodes. Ce choix s'explique semble-t-il par la santé fragile de son épouse ; dans un premier temps, Muir avait envisagé d'émigrer vers l'université de Stanford (Californie).
En 1906, il commence la publication d'une nouvelle Histoire des déterminants dont il donne une théorie complète en 1920.
Récipiendaire de nombreux prix, tant en Écosse qu'en Afrique du Sud, Muir fut anobli en 1910. Ayant perdu sa femme en 1919, il mettra un terme à ces ouvrages (cinq volumes) entre 1929 et 1930. D'une exceptionnelle vitalité, il termina ses travaux vers 87 ans. Herbert Turnbull conserve de lui l'image d'un joueur d'un tennis élégant (de 60 à 84 ans), d'une vision et d'une audition parfaites et d'un jugement raffiné en poésie.

## Travaux
- On lui doit ce lemme de 1882 : si B est une matrice antisymétrique, son déterminant est égal au carré de son pfaffien :

- Il est un des premiers à définir les matrices dites de Hankel (du nom de Hermann Hankel).

- En 1885 il démontre, sans la publier immédiatement[1], l'inégalité proposée par Lord Kelvin :

- Son nom s'attache maintenant à un théorème de dualité sur les relations entre les mineurs[2]. Il définit au passage les grassmanniennes comme des variétés algébriques.

## Œuvres
- « Note on the Transformation of a Determinant into any Other Equivalent Determinant », The Analyst, vol. 10, No. 1. (Jan 1883), p. 8-9

- « A Second Budget of Exercises on Determinants », American Mathematical Monthly, vol. 31, no 6 (June, 1924), p. 264-274
- A Treatise on the Theory of Determinants (revised and enlarged by William H. Metzler. Abany NY, Privately published (1930) puis Longmans, Green & Co ; London (1933), reprint par Dover Publications 1960; reprint 2003)
- The Theory of Determinants in the Historical Order of its Development  (4 volumes), Macmillan & Co., London, (1906, 1911, 1920, 1923). (reprint 2008 4 volumes. New York, Dover Publications, 1960) — Résumé en ligne, site de MacTutor — En ligne :
  - 1r tome. Determinants in general — Leibnitz (1693) to Cayley (1841), 1890
  - Édition de 1905, tomes 1 et 2 en un seul volume